# Atsipopoulo
Atsipopoulo  (griechisch Ατσιπόπουλο (n. sg.)) ist ein Stadtbezirk im Gemeindebezirk Nikiforos Fokas der Gemeinde Rethymno auf der griechischen Mittelmeerinsel Kreta. Er besteht aus der Kleinstadt gleichen Namens (1392 Einw.) sowie Violi Charaki (2785 Einw.), Panorama (407 Einw.) und Agna (363 Einw.).